# فرط الأشعار الوحماني
فرط الأشعار الوحماني (بالإنجليزية: Nevoid hypertrichosis)‏ هي حالة جلدية تتميز بنمو الشعر الطرفي في منطقة محصورة.